# Metamorphabet
Metamorphabet est un jeu vidéo de puzzle développé et édité par Vectorpark, sorti en 2015 sur Windows, Mac, iOS et Android.

## Système de jeu

Animation présente dans le jeu

Le joueur interagit avec les lettres de l'alphabet, ce qui déclenche des animations.

## Accueil
Lors de l'Independent Games Festival 2015, le jeu a reçu le prix de l'Excellence en Arts visuels et a été nommé pour le Grand prix Seumas McNally.